# 100円ショップ
100円ショップ（ひゃくえんショップ）とは、店内の商品を原則として1点100円均一（消費税抜）で販売する形態の小売店。「100円均一ショップ」の略称である「100均」「百均」（ひゃっきん）と呼ばれることもある。
99円など100円以下の価格で統一している店や、基本的に100円だが200円や300円、500円といった商品を一緒に販売している店もある。また300円均一で販売する「300円ショップ」もある。本項では、これらの業態についても記述する。

## 概要
販売商品は、加工食品や化粧小物、食器や調理道具、乾電池などの日用品、文房具が多く、ほとんどの場合は店舗をチェーン展開している。100円というキリのよい価格設定が、手軽で安いワンコインというイメージとあいまって人気を博している。
大創産業（ダイソー）・セリア・キャンドゥ・ワッツ（ミーツ・シルク）の大手4社で合計約5500店舗、売り上げ高は約5500億円（2012年度）。
他にも得得屋(TOKUTOKUYA)・レモン・Candyなどといった様々な100円ショップが全国で展開されている。
100円ショップも創業家の株式保有が高く、流通系企業が大株主になっているところは少ない、創業家のカラーを残した経営体制と大手系列に属さない営業展開の自由度が、100円ショップの成長を支えてきた。
- 店舗の例、ダイソー神田神保町すずらん通り店、東京都千代田区
- 店舗の例、セリア御影クラッセ店、兵庫県神戸市東灘区
- 店舗の例、キャンドゥ寺町店、京都府京都市中京区
- 店舗の例、シルク100円ショップ徳庵店、大阪府大阪市鶴見区

## 歴史

### 前史

#### 江戸・明治時代における均一価格による店舗
「商品を均一価格で売り出す」というアイデアは、日本国内においては古くは享保7年〜8年（1722年〜1723年）頃から、四文銭の普及で物の値段が4の倍数となり、二十文から一文引くことで割安感を強調して江戸で流行した「十九文見世」（十九文店、十九文屋）、文化6年〜7年（1809年〜1810年）頃から江戸で流行した「三十八文見世」（三十八文店、三十八文屋）、同時期に江戸で流行した均一価格の食べ物屋台「四文屋」、明治時代前半の頃の天保通宝の8厘通用を意識した「8厘均一」や「2銭8厘均一」、松屋呉服店（現：松屋）が1908年（明治41年）に行った「均一法大売出し」や1910年（明治43年）に行った「一円均一」という例がある。

#### 十銭ストア
現在の100円ショップに近い業態を営んだ戦前の例として、髙島屋が全国に展開した「十銭ストア（テンせんストア）」が挙げられる。アメリカの「10セントストア」を参考にしたものとされる。消費者物価指数でみた場合、1935年時点の10銭は2015年の180円程度に相当する（1935年を1とした場合、概算で2015年は1,800前後）。
1926年（大正15年）に大阪・長堀店に「なんでも十銭均一売場」を設置したのを皮切りに、1930年（昭和5年）には難波南海店に「髙島屋十銭ストア」を開業した。その後1932年（昭和7年）にかけて独立型の店舗50店を大阪・京都・名古屋・東京周辺に展開し、大好評を博したという。
「十銭ストア」の取り扱い商品は「日常家庭生活に必要なものはほとんど全部」に及び、その種類は約2000種近くに達した。商品調達にあたっては均一店専門の納入業者を開拓、生産者との直接取引を導入するとともに、生産者への指導・援助も行い、均一店向けの商品開発や商品の標準化にも積極的に関与したという。
その後、同業他社も均一店を展開し始める。1931年（昭和6年）に広島福屋の4階に10銭均一の売場が設けられ、1年後に場所を変えて「福屋十銭ストア」を開業。後には50銭均一や1円均一の商品も増え、1937年（昭和12年）に閉店するまで商店街の名物的存在として親しまれた。1932年（昭和7年）には、松屋も銀座に同種の均一店を展開した。
「髙島屋十銭ストア」の成功は他業種の価格破壊に影響を与えたとみられ、作家の織田作之助は小説『世相』において、「テンセン（十銭）という言葉が流行して、十銭寿司、十銭ランチ、十銭マーケット、十銭博奕、十銭漫才、活動小屋も割引時間は十銭で、ニュース館も十銭均一、十銭で買え、十銭で食べ十銭で見られるものなら猫も杓子も飛びついた」と描写している。
のち「髙島屋十銭ストア」は1932年（昭和7年）に「髙島屋十銭二十銭ストア」、1937年（昭和12年）に「髙島屋十銭二十銭五十銭ストア」へ改称した。
1937年（昭和12年）に施行された百貨店法によって規制が強まると、髙島屋は均一店事業を本社から切り離して「株式会社丸高均一店」を設立。1941年（昭和16年）には全国に100店を超えるチェーンを築いたが、その後の太平洋戦争により経営基盤を奪われ実質的な廃業に至った。残存したいくつかの店舗は1952年（昭和27年）に「株式会社丸高」のストア部門（後に「髙島屋ストア」）として再出発し、2003年（平成15年）にはイズミヤに買収され、商号を「カナート」へと変えて現在に至っているが、戦後のこれら店舗はいわゆる100円ショップの業態をとってはいない。

### 1960年代の催事販売
100円ショップに見られるような均一低価格による販売手法は1960年代から行われていたが、当時のそれはスーパーや百貨店などの催し物として1週間程度の期間に限るものであった。この販売形式を「催事販売」、これを行う業者を「催事業者」と呼び、催事業者らは各店舗を定期的に巡回して催事販売を行った。催事販売で売られる商品の大半は「100均メーカー」と呼ばれるメーカーの商品を中心に安定供給できる定番商品と、これに質流れの金融品や仕入先が何らかの事情で現金化を急ぐために販売した「処分品」と称される商品からなり、当時100円以上で販売されていた商品も含め全品100円で販売した。さらに販売後のトラブルに対応するためスーパーなどに取引口座を開設し、催事販売をした店舗を通してクレーム対応などもしながら各地を移動して販売を行っていた。

### 1980年代 - 固定店舗の出現

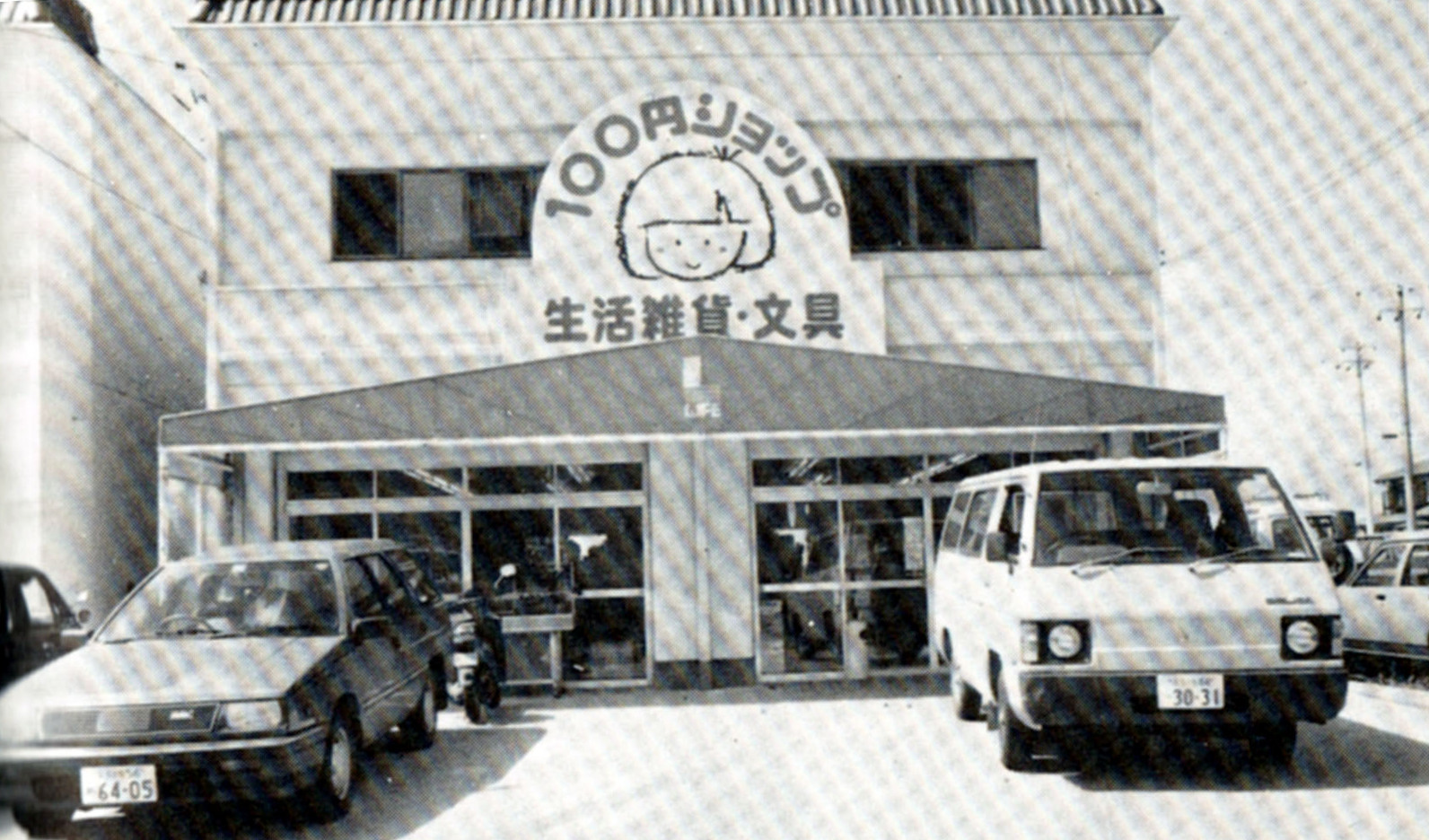
日本初の100円ショップ LIFE春日井店（1985年オープン）

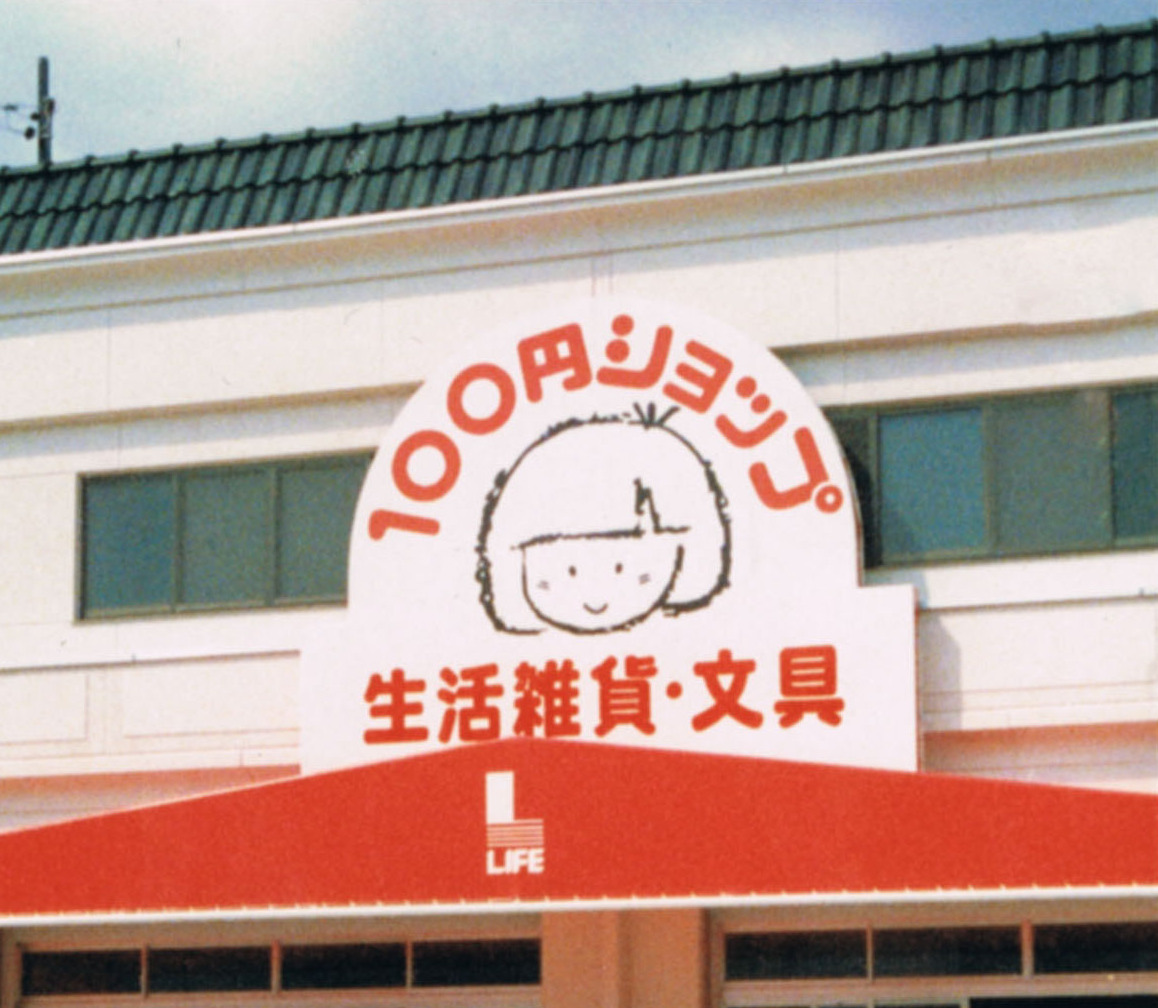
日本初の100円ショップ「LIFE」(現存せず)

従来の催事販売はしばしば好評を博していたが、1985年3月に有限会社ライフの創業者・松林明が愛知県春日井市に日本初の固定店舗による100円均一店をオープンし「100円ショップ」と命名して販売を開始した。
その後、現在の100円ショップチェーン最大手の大創産業（「ダイソー」）創業者の矢野博丈は一部には採算割れの商品も含め品質アップに力を入れることで、催事販売を依頼するスーパーや百貨店の信用を勝ち取り、1991年に最初の常設店舗を開設した。
これ以後は「キャンドゥ」「セリア」「ワッツ」といった、後に株式公開する同業の他社も参入して店舗網を広げた結果、新たな販売チャンネルとしてメーカーから認知されるようになり、バブル崩壊後の不況とデフレともあいまって急速に店舗数が増加し「不況時代の成長業界」とも称されるようになった。
2000年代からは食料品中心の100円ショップ型の生鮮コンビニという業態も登場し、その先駆けとして1996年に九九プラスが「SHOP99」（現在はローソンストア100に吸収）が出店を開始した。
その結果2010年までには、いわゆる「バッタ屋」時代に主流だった金融品や処分品を安く仕入れて販売することは少なくなり、大量の店舗による販売力を生かして国内外のメーカーへ自社専用商品（プライベートブランド）の形で大量に生産を委託することで、仕入れ価格のダウンと品質の確保を両立させることが多く行われるまでになった。たとえばダイソーでは、数百万個という単位での一括製造を行いコストダウンに努めている。しかし製造コストは下がるものの在庫コストは莫大なものとなる。

## 安定供給の改善
製造は日本国外のメーカーへ委託するものも多く、価格を抑えるために船舶を用いた安価な輸送に依存している場合が多く、コンビニエンスストアなど主要な小売店チェーンのほとんどが導入しているPOSシステム等を用いたリアルタイムな商品動向の追従や対応が難しい。その結果、メディア等で紹介されても供給量を急に増やすことができず、欠品を起こしてしまうこともしばしばある。これらの弱点とも言える不安定供給の問題は購買層にも徐々に浸透し始めており、次回来店時の欠品といった不安要素にもなり、価格とも相まって購買意欲をそそる結果も生まれている。オリジナル商品にも一応JANコードは印字されているためにPOS化は可能ではあったが、かつてはPOSシステムを利用した単品ごとの商品管理を導入していなかった。2005年頃から大手チェーンの店舗には支払い時に商品のJANコードを読み取らせて代金を精算するPOSシステムが導入され始め、商品生産・供給システムの改善が行われている。

## 販売手法
基本的には、店内の商品は原則として1点100円（税別価格の場合も存在）で販売される。店によっては99円、88円などの場合もある。小型飲料や駄菓子など単価の安い商品は2個で100円、3個で100円など数個で100円で販売される。100円という低価格により、衝動買いを誘う演出を凝らした売り場作りが取られている。
100円均一で販売するため、何でも安いというイメージがあるが、実際にはスーパーやドラッグストア・ホームセンターなどで100円以下で販売されている商品も存在する。2000年代のダイエーでは「暮らしの88」という名称で雑貨などの「88円均一コーナー」が常設されている店舗が存在した。
均一価格の採用は計算しやすくするためと言われているが、最近では商品の品揃えを増やしたり粗利を厚くする目的で、衣料を中心として200円や300円、一部では500円や800円、それ以上の高額商品もある。現在は廃番となっているが、ダイソーの「三脚式ホワイトボード」が6,800円（税別。2007年の発売当時の価格は消費税5%で7,140円）であった。
2004年4月1日より消費税総額表示の義務化に伴い、税別100円均一で販売する場合「100円ショップ」を当時の消費税率5%を加味して「105円ショップ」に看板を変えなければならないのかとの懸念が一部で起こったが、法律上は店名を変更する必要はない。

## 主な100円ショップ

### 大手4社

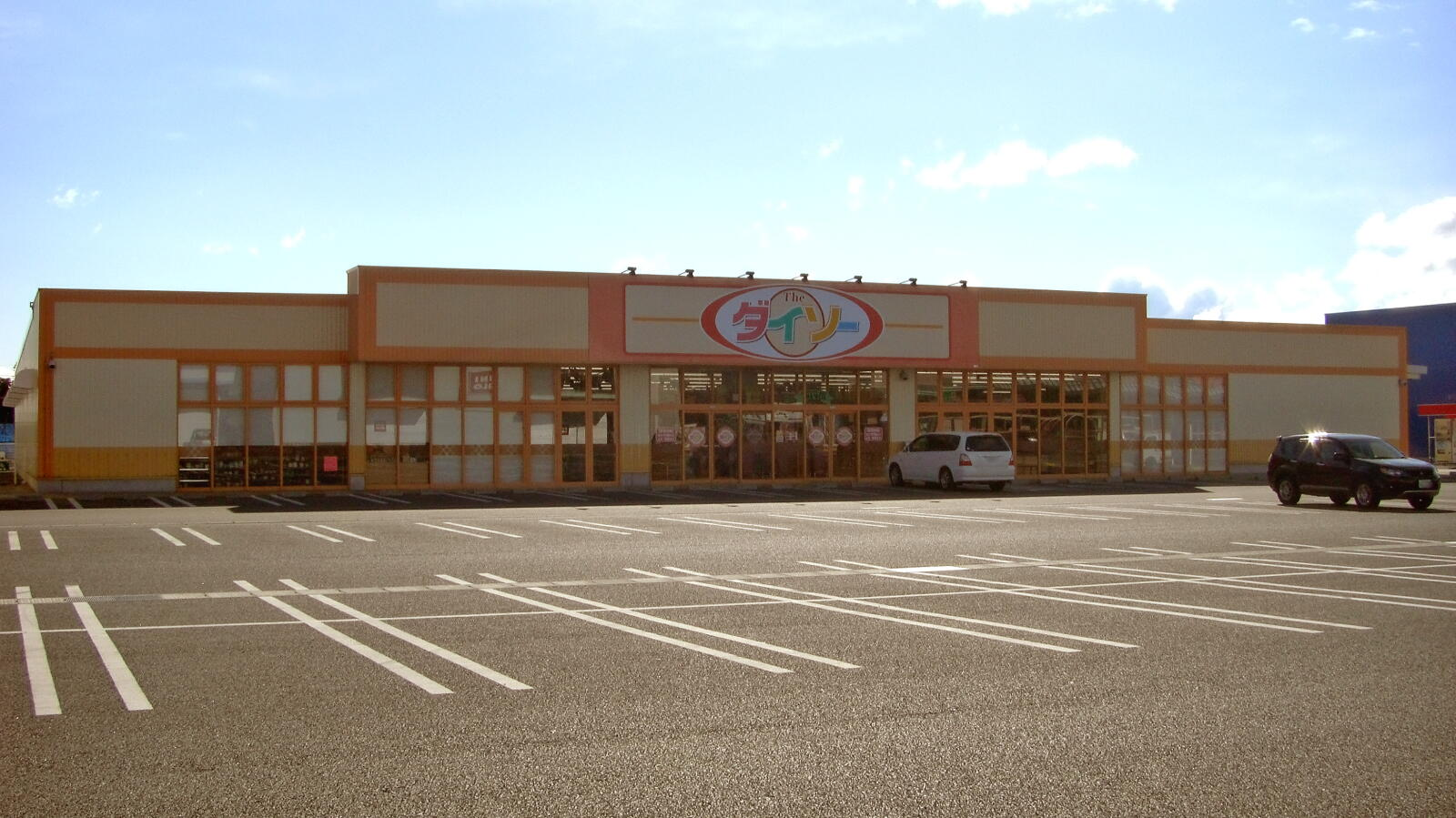
ダイソーフレスコキクチ原町SC店
現在はサンプラザセレクト原町店

- ダイソー - 運営は大創産業（本社：広島県東広島市）で、業界最大手。100円ショップと謳ってはいるが、200円以上の商品も取り扱っている。
  - ダイソー&アオヤマ 100YEN PLAZA（青五 - 大創産業と青山商事の合弁事業）
  - ダイソー&スピード -スピードとの共同店舗で、レジを共有していた。
  - 100円ショップオレンジ - 中部商会（本社：静岡県静岡市）運営。2015年10月27日付で大創産業の完全子会社となる[15]。
- セリア - 本社：岐阜県大垣市。旧商号は「山洋エージェンシー」。
- キャンドゥ - 本社：東京都新宿区
  - 埼玉県戸田市で創業、本社を東京都板橋区→新宿区へ移転。2022年にイオンの連結子会社となり[16]イオングループ入りした。
  - ル・プリュ（旧・100円ショップクリスタル） - かつてはクリスタルグループ傘下だったが、2007年春に売却されキャンドゥ系列入りした。
- ワッツ - 本社：大阪府大阪市
  - ミーツ、シルク、ワッツの3つの店舗形態がある。シルクはかつてオースリーによる運営だったが、2008年秋にミーツの運営会社であるワッツに吸収合併された。「ワッツ」は2015年から開始した新しい店舗形態であり、「ミーツ」と「シルク」を全店舗「ワッツ」に転換する計画がある。
  - バリュー100（ワッツと大黒天物産の合弁）
  - FLET'S、百圓領事館 - 音通エフ・リテール（大阪府吹田市）運営。かつては音通傘下だったが、2021年10月に売却されワッツ系列入りした。

### ローカルチェーンなど
- 得得屋（TOKUTOKUYA) - 本社：島根県出雲市。中国地方を中心に店舗を展開。
- ワールド企画 - 本社：岩手県北上市。東北地方に店舗を展開。Candy（キャンディ）、Fine's（ファインズ）の2つの店舗形態がある。
- なんじゃ村 - 本社：新潟県燕市。新潟県内に店舗を展開。
- 100円ショップ ポピア - 本社：石川県金沢市。北陸3県で店舗を展開。
- THE 100 STORES - 本社：東京都北区。イニシャル・ワンハンドレッドが展開する100円ショップ。
- 100えんハウス レモン - 本社：静岡市。静岡県内を中心に店舗を展開。
- ナチュラルキッチン - 本社：大阪府大阪市。本社のある関西圏より東京など首都圏の店舗が多い。
- ひゃくえもん - 本社：大阪府河内長野市。河内物産株式会社が運営。近畿地方で実店舗を展開するほか、楽天市場でオンラインショップも運営。
- ダイコクドラッグ - 一部の店舗に100円コーナーを併設している。
- 100円ショップ サンボックス
- ドラッグイレブン - 本社：福岡県大野城市。郊外型の大半の店舗にキャンドゥコーナーを併設している。
- トライアルカンパニー - 本社：福岡県福岡市東区。一部の店舗に100円(税込)コーナーを併設している。

#### 過去
- 100きんランド - 2011年、運営企業「ジャストワン」の経営破綻に伴い全店舗閉店。
- 百円コンビニユーエスマート - 本社：三重県伊勢市。子供向け業態へ方針を転換し、2018年10月をもって100円ショップは全店舗閉店。

### 生鮮コンビニ業態
これらの店舗は100円ショップの形を取ったコンビニエンスストアと謳う生鮮コンビニ業態で、食材を中心とした品揃えが特徴である。
- ローソンストア100（ローソン系）- コンビニエンスストアから派生した生鮮コンビニに分類される。
  - SHOP99 - 2011年7月20日にローソンストア100へ統合。

#### 過去
- フードスタイル - am/pmの生鮮コンビニ業態。2007年9月までに閉店（広島店のみ業態転換）。
- 99イチバ（ユニー系）- miniピアゴ（後のリコス）に業態転換後は小型食品スーパーとなり、幅広い価格帯の商品を取り扱っている。

## その他の業態
100円ショップにヒントを得た、300円・390円・500円・1000円均一ショップなどの業態もある。100円ショップに比べると店舗数は少ないが、若い女性向け商品を中心に増えつつある。

### 300円ショップ
- 3COINS（スリーコインズ）- パル株式会社が運営。
  - Lattice[17] - パル株式会社が運営。アクセサリー中心。300円以上の商品も取り扱う。
- ミカヅキモモコ - 社名は株式会社三日月百子。「月曜日から日曜日まで三百円」に由来。2021年2月8日事業停止、自己破産[18]。株式会社shoichiが一部店舗を事業譲受[19]して営業継続。
- illusie300[20] - 株式会社パレモが運営。

### 390円ショップ
- サンキューマート - エルソニック株式会社が運営。

### 過去
- スリーミニッツハピネス - ファイブフォックスがかつて運営していた、ほぼ全品が300円前後の雑貨店。運営企業による事業再編で閉店後、コムサの雑貨店「モノコムサ[21]」に一部キッチン製品の販売を引き継いだ。
- petit*cecile（プチセシール） - セシールがかつて運営していた390円均一の雑貨オンラインショップ。
- 千金ワールド - 株式会社千金ワールドが運営していた1000円ショップ。2009年8月11日に自己破産[22]。

## 他の通貨圏

### アジア
日本の100円ショップの雑貨の多くは中国で製造され輸入されているが、現地中国でも均一価格で販売する店が増えている。100円を元に換算すると7元程度になるが、中国では「一元店」「三元店」「五元店」「十元店」などが見られ、必ずしも統一されていない。また店名に示している価格と違う商品のコーナーもある。これは日本のような企業化されたルートではなく個人経営の店が多いためである。品揃えもばらばらであるが、ほとんどが日用雑貨類を扱っており食品や衣類はほとんどない。日本の消費税に相当する付加価値税は全て内税で売られている。
韓国には「1000ウォンショップ」がある。

### アメリカ
アメリカでは、日本の100円ショップ同様に小間物商品を1ドル均一（その名のとおりワンコインの1ドルの店舗や、99セントの店舗もある）で販売する「1ドルストア」（Dollar store）という小売業態がある。
ダイソーのアメリカ店は、ベースの商品価格が$1.50（2018年8月現在約166円）である。

### ヨーロッパ
イギリスには「1ポンドストア」や「99ペンスストア」がある。デンマークを本拠地とするフライングタイガーコペンハーゲンやソストレーネ・グレーネ、スウェーデンを本拠地とするラガハウスなどがある。